# Samuel Joseph Wurzelbacher

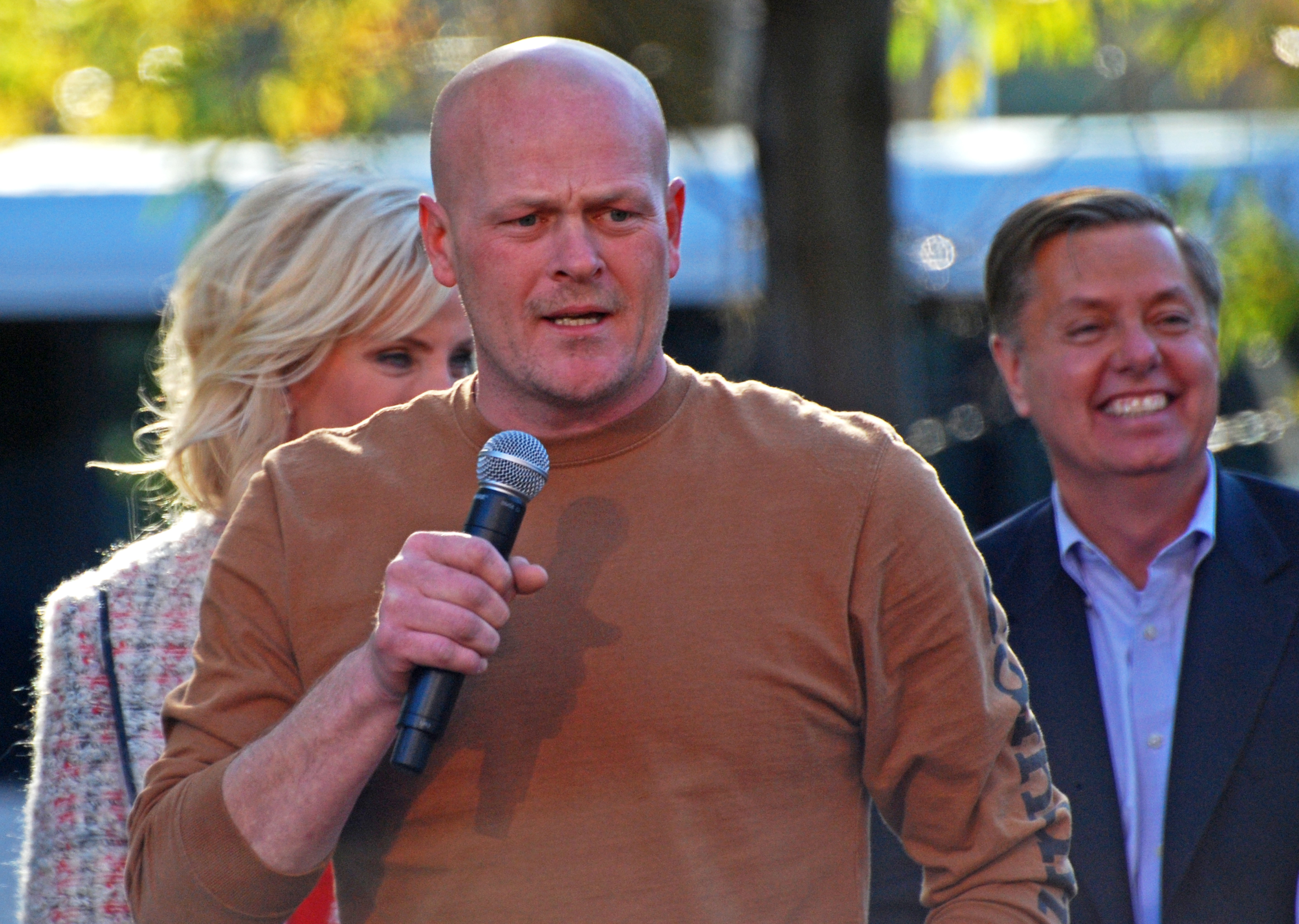
Hydraulik Joe

Samuel Joseph Wurzelbacher znany jako hydraulik Joe (ur. 3 grudnia 1973, zm. 27 sierpnia 2023) 
– amerykański hydraulik z Ohio, zawdzięczający sławę byciu przywoływanym podczas trzeciej debaty prezydenckiej przed wyborami na prezydenta USA w 2008 roku, która odbyła się 15 października 2008. Kandydaci John McCain i Barack Obama użyli "hydraulika Joe" do zobrazowania efektów polityki podatkowej w średniej klasie społeczeństwa.